# Cryptolestes spatulifer
Cryptolestes spatulifer is een keversoort uit de familie dwergschorskevers (Laemophloeidae). De wetenschappelijke naam van de soort werd in 1988 gepubliceerd door Oldfield Thomas.